# Tibouchina ochypetala
Tibouchina ochypetala är en tvåhjärtbladig växtart som först beskrevs av Hipólito Ruiz López och Pav., och fick sitt nu gällande namn av Henri Ernest Baillon. Tibouchina ochypetala ingår i släktet Tibouchina och familjen Melastomataceae. Inga underarter finns listade i Catalogue of Life.